# Villa Johanna
Villa Johanna är en villa vid Skepparegatan i Ulrikasborg i Helsingfors. Villan är ritad av arkitekt Selim A. Lindqvist. Den uppfördes mellan 1905 och 1906 i nationalromantisk stil som privatbostad för Uno och Johanna Staudinger. Huset är en av de ovanligaste byggnaderna i södra Helsingfors.